# 브렛 머피
브렛 머피(Brett Murphy, 1991년 10월 4일 ~ )는 미국의 기자이자 배우, 텔레비전 배우이다.
우스터에서 태어났다.

## 영화
- 날 미치게 하는 남자 (2005년) - 라이언 역
- 희망과 신념 (2003년)
- 미스틱 리버 (2003년)